# Europa-Union Deutschland
Die Europa-Union Deutschland e. V. (EUD), kurz auch Europa-Union, ist die deutsche Sektion der Union Europäischer Föderalisten (UEF).
Die EUD ist der größte pro-europäische Bürgerverein in Deutschland und versteht sich als überparteiliche, überkonfessionelle und unabhängige politische Nichtregierungsorganisation für ein föderales Europa. Gegründet wurde der Verein 1946 in Syke. Gemäß ihrer föderalen Struktur ist die Europa-Union in 16 Landesverbände und rund 300 Kreis- und Ortsverbände gegliedert. Auslandsverbände bestehen in Brüssel, Luxemburg und Dublin. Die Jugendorganisation der Europa-Union heißt Junge Europäische Föderalisten Deutschland (JEF).

## Selbstverständnis
Die Europa-Union Deutschland ist ein auf ehrenamtlichen Strukturen basierender Bürgerverein für Europa, der sich für eine weitreichende europäische Integration und einen Europäischen Bundesstaat einsetzt. Sie ist auf lokaler, regionaler, nationaler und europäischer Ebene aktiv und vereint Vertreter aller gesellschaftlichen Gruppen. Als Mittler zwischen Bürger und Institutionen der europäischen Politik engagiert sie sich für ein bürgernahes Europa, das von einem gesellschaftlichen Konsens getragen wird.
Der Aufbau föderaler und demokratischer Strukturen innerhalb Europas gehört zur Gründungsidee des Vereins. Viele frühzeitige Forderungen der Europa-Union sind heute Wirklichkeit: die Direktwahl des Europäischen Parlamentes und die Stärkung seiner Kompetenzen in der EU-Gesetzgebung, die Erweiterung der Europäischen Union, die Einführung des Euro und die Abschaffung der Roaming-Gebühren. Immer wieder positionierte sich der Verein zu Sachthemen, insbesondere im Sinne eines Europas der Bürger. Der Verein begleitete Reformprozesse der EU in Richtung einer Europäischen Föderation, wie zum Beispiel den gescheiterten Verfassungsvertrag und den heute gültigen Vertrag von Lissabon.
Zur Verbreitung von Informationen für die europäische Integration werden Vorträge, z. B. in Schulen und Vereinen, sowie Kolloquien, Wochenendseminare und Studienreisen zu europäischen Institutionen veranstaltet.

## Geschichte

### Deutsche Konzepte im Zweiten Weltkrieg
Abseits der nationalsozialistischen Beherrschungspläne über Europa gab es einzelne Initiativen für eine föderatives Europa, die in Denkschriften im Auswärtigen Amt konzipiert wurden. Vom 9. September 1943 datiert ein „Entwurf für eine Denkschrift des Auswärtigen Amtes über die Schaffung eines ‚Europäischen Staatenbundes‘“. Die Verfasserschaft ist unklar: So werden Albrecht Haushofer und Friedrich-Werner Graf von der Schulenburg genannt. Daneben gab es zahlreiche weitere Konzepte ohne Realisierungschancen.

### Anfänge 1946

Hertensteiner Kreuz

Im September 1946 lud die Schweizer „Europa-Union“ die europäischen Föderalisten zu einer Konferenz nach Hertenstein am Vierwaldstättersee ein. Es wurden zwölf Thesen verfasst, die als „Hertensteiner Programm“ zur Grundlage der europäischen Arbeit der Nachkriegsjahre und zugleich zum politischen Gründungsdokument der späteren Europa-Union Deutschland wurden. Zur gleichen Zeit hielt Winston Churchill in Zürich ebenfalls ein Plädoyer für ein geeintes Europa. Der Hertensteiner Konferenz folgten noch zwei weitere in Luxemburg und Basel, bis im Dezember 1946 in Paris die „Union Europäischer Föderalisten“ (UEF) gegründet wurde, wobei Italiener, Franzosen und Niederländer besonders stark vertreten waren. Nach einer euroskeptischen britischen Quelle wurde die UEF bis in die 1960er Jahre zum Teil über das American Committee for a United Europe (ACUE) finanziert, welches vom US-Geheimdienst Office of Strategic Services (OSS) gelenkt worden war.
Einladungen zu den UEF-Veranstaltungen waren auch an Deutsche ergangen, diese konnten jedoch nicht teilnehmen, weil sie in der Zeit nach dem Zweiten Weltkrieg von den alliierten Militärregierungen in den Besatzungszonen keine Reisegenehmigung bekamen. Einzige Ausnahme waren im Schweizer Exil lebende Deutsche, wie Heinrich Ritzel, ehemaliger SPD-Abgeordneter im Reichstag. Ritzel war seit 1939 Zentralsekretär der Schweizer „Europa-Union“. In mehreren Orten der westlichen Besatzungszonen – insbesondere der britischen – bildeten sich in dieser Zeit Gruppen, die sich die Einigung Europas zum Ziel gesetzt, jedoch zunächst wenig Kontakt untereinander hatten.
Heinrich Ritzel gelang es, über niederländische und britische Teilnehmer am Hertensteiner Treffen mit Wilhelm Heile, dem Landrat von Syke bei Bremen, Verbindung aufzunehmen. Heile hatte schon in der Weimarer Republik einen „Verband für europäische Cooperation“ gegründet. Zusammen mit dem Fabrikanten Wilhelm Hermes aus Mönchengladbach initiierte Heile am 9. Dezember 1946 einen Zusammenschluss der wichtigsten deutschen Europa-Gruppen. In Anlehnung an die schweizerische „Europa-Union“ hatte Ritzel auch für die deutschen „Europäer“ den Namen „Europa-Union“ vorgeschlagen. Heile wurde erster Vorsitzender und Hermes Geschäftsführer mit einem Sekretariat in Mönchengladbach.
Erste Kundgebungen gab es in Duisburg, Köln, Kiel und Lübeck. In der sowjetischen Besatzungszone wurden alle Aktivitäten der Europa-Union und anderer Europa-Verbände westlicher Prägung verboten. Der erste Kongress der Europa-Union fand im Juni 1947 in Eutin statt, an dem 200 Delegierte von 50 Bezirksgruppen teilnahmen. Im November 1947, nach dem Beitritt weiterer föderalistischer Gruppen in Deutschland, wurde die Europa-Union Mitglied der UEF und damit deren deutsche Sektion.
Unter dem Vorsitz von Winston Churchill wurde am 7. Mai 1948 in Den Haag ein Europa-Kongress einberufen, an dem mehr als 700 Politiker aus den Empfängerländern des Marshallplans teilnahmen. Er wurde von der UEF vorbereitet und vom ACUE finanziert. Wichtigstes Ergebnis war die Gründung des Europarats, und die Gründung der Europäischen Bewegung.
In Wiesbaden wurde 1949 der Deutsche Rat der Europäischen Bewegung, die heutige Europäische Bewegung Deutschland, gegründet, der auch die Europa-Union angehört.

### 1949–1954
Nach dem Europa-Union Kongress von Eutin fand unter dem Motto „Europäer aller Länder vereinigt Euch!“ im Mai 1949 der 1. Kongress in Hamburg statt. Hier wurde der Publizist Eugen Kogon zum ersten Präsidenten gewählt, Carlo Schmid wurde in Abwesenheit zum ersten Vizepräsidenten gewählt. Dieser diente fortan als Berater der Europa-Union. Unter Kogon vertrat die Europa-Union in den späten 1940er und frühen 1950er Jahren die weltanschaulichen Interessen und Meinungen des deutschen Linkskatholizismus und des französischen integralen Föderalismus. Die Einigung Europas sollte an den Parlamenten vorbei geschehen. Im Laufe der Jahre nahm die Kritik an Kogons Führungsstil und der politischen Ausrichtung der Europa-Union zu. Hinzu kam seine finanzielle Misswirtschaft, mit der er den Verband Anfang der 1950er Jahre an den Rand des Ruins brachte, was die Absetzung Kogons zur Folge hatte.
Am 2. Mai 1954 wurde der CDU-Bundestagsabgeordnete Paul Leverkuehn in einer Kampfabstimmung gegen Franz Josef Strauß auf dem Kongress in Köln zum neuen Präsidenten gewählt. Nach einem schweren Autounfall und Anfeindungen wegen seiner nachrichtendienstlichen Tätigkeit im Zweiten Weltkrieg musste er aber bereits im September 1954 zurücktreten.

### 1954–1978

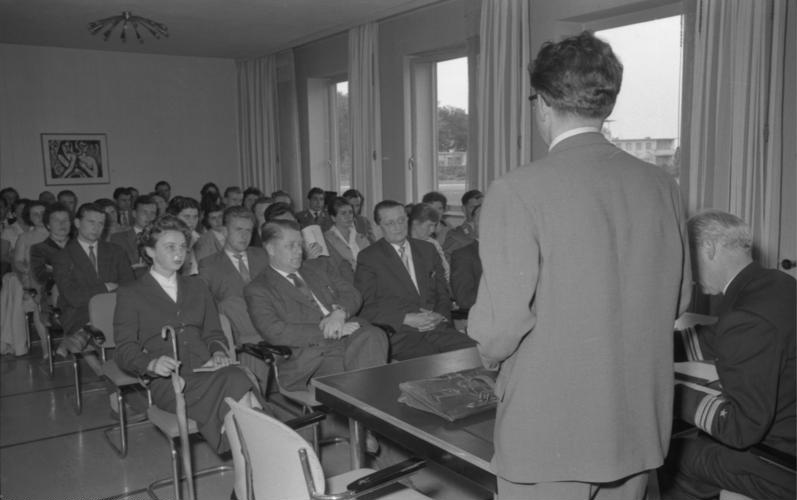
Mitglieder der Hochschulgruppe in Germersheim bei Fragestunde im BPA in Bonn 1958

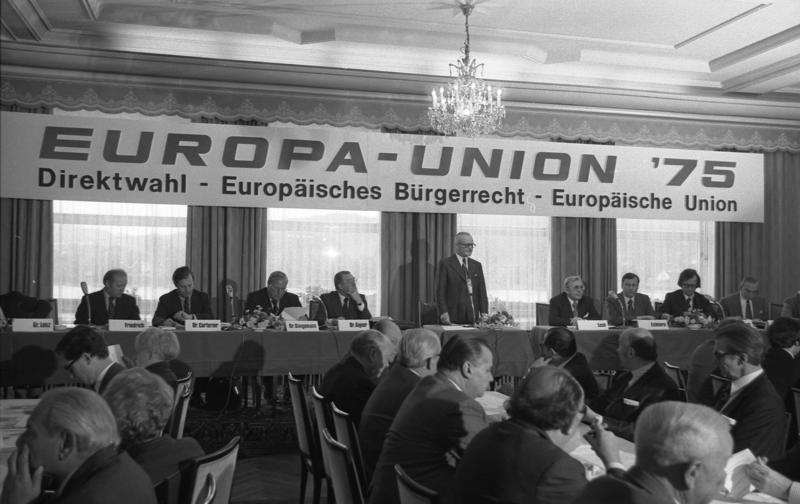
Der Bundeskongress der EUD 1975

Bei den Präsidentschaftswahlen auf dem Kongress in Hannover im Oktober 1954 ging Ernst Friedlaender als Sieger hervor, nachdem der Gegenkandidat Kurt Georg Kiesinger seine Kandidatur zurückgezogen hatte. Nach dem Scheitern der Europäischen Verteidigungsgemeinschaft 1954 und dem massiven Rückgang der Mitgliederzahlen wurde das Ziel einer Massenorganisation zunächst nicht mehr angestrebt. Stattdessen konzentrierte sich der Verband auf die gezielte Beeinflussung der Regierungsbürokratie und der politischen Parteien. Die Westbindung der Bundesrepublik wurde befürwortet und unterstützt. Friedlaender zur Seite stand der Kölner Bankier Friedrich Carl von Oppenheim, der durch seine Kontakte in die Finanzwelt das wirtschaftliche Überleben der Europa-Union sicherstellen konnte.
Als Ernst Friedlaender aus gesundheitlichen Gründen zurücktrat, wurde von Oppenheim Mitte Januar 1958 in Bremen zum Präsidenten gewählt. In dieser Zeit zog das Generalsekretariat von Frankfurt nach Bonn, um engere Verbindungen zu bundespolitischen Akteuren aufzubauen und um die deutsche Außen- und Europapolitik stärker beeinflussen zu können. Gute Beziehungen bestanden zu Bundeskanzler Adenauer und insbesondere zum Auswärtigen Amt, welches die Europa-Union finanziell unterstützte. Die Standpunkte des Verbandes unter Friedlaender und von Oppenheim standen im starken Gegensatz der Ansichten Kogons. Erstens legte man sich eindeutig auf ein atlantisches und nach Westen orientiertes Europa fest, zweitens setze man einen Schwerpunkt auf wirtschaftliche Themen und bekannte sich drittens zur freiheitlich-demokratischen Grundordnung der Bundesrepublik.
Zentrale Forderungen der EUD in den 1960er und 1970er Jahren waren unter anderem die Durchführung von Direktwahlen des Europäischen Parlamentes und eine Europäische Verfassung. Die ersten Direktwahlen des Parlamentes fanden 1979 statt, die Europa-Union begleitete diese mit einer Informationskampagne, um möglichst viele Wähler zu mobilisieren.

### 1979–1999
Im Dezember 1980 wurde Walter Scheel zum neuen Präsidenten der Europa-Union gewählt. Auf einer Kundgebung 1988 im Kuppelsaal der Stadthalle Hannover forderten rund 5000 Teilnehmer die Vollendung des Binnenmarktes und die Gründung der Europäischen Union. Auf Scheel folgte 1989 Egon Klepsch als neuer Präsident der EUD. Innerhalb eines Jahres nach der deutschen Wiedervereinigung gründeten sich ebenfalls Landesverbände der Europa-Union in den neuen Bundesländern.
Die Europa-Union pflegte in dieser Zeit ein gutes Verhältnis zu Bundeskanzler Helmut Kohl, welcher das Präsidium der EUD 1990 zu einem umfassenden Meinungsaustausch einlud und 1993 in seiner Rede auf dem 39. Kongress in Mannheim die konsequente Fortführung der Europäischen Integration bekräftigte.
Die Europa-Union der DDR (die Schwesterorganisation der Europa-Union Deutschland) wurde zwar zur Volkskammerwahl 1990 zugelassen, trat jedoch nicht an.
1995 verabschiedete die EUD in Lübeck die Charta der Europäischen Identität. Unter dem Motto „Der Euro kommt“ startete die EUD gemeinsam mit der Europäischen Bewegung 1996 eine Informationskampagne zur Wirtschafts- und Währungsunion.

### 1999 bis heute
1999 wurde Elmar Brok Präsident der Europa-Union. Mit der Einführung des Euro erreichte die EUD einen wichtigen Meilenstein in Richtung der von ihr geforderten Vollendung des Binnenmarktes. Seit den 1980er Jahren setzte sich die EUD für einen Europäischen Verfassungsvertrag ein. Auch wenn der Versuch, der EU eine Verfassung zu geben, 2004 scheiterte, flossen wichtige Teile des Vertrages in den Vertrag von Lissabon mit ein. Beide Reformprozesse begleitete die EUD inhaltlich mit. Gemeinsam mit dem Vertrag von Lissabon erhielt auch die Grundrechtecharta Rechtsgültigkeit, was seit 2002 erklärtes Ziel der EUD gewesen war.
2006 in Bremen wurde Peter Altmaier zum Präsidenten gewählt. In diesem Jahr wurde die Veranstaltungsreihe „Europäischer Abend“ ins Leben gerufen. Als 2009 das Bundesverfassungsgericht den Vertrag von Lissabon für verfassungskonform erklärte, entschied dieses gleichzeitig die Schaffung eines Europäischen Bundesstaates für unvereinbar mit dem Deutschen Grundgesetz. Letztere Entscheidung kritisierte die EUD scharf und entschied, weiterhin an der föderalistischen Grundeinstellung festzuhalten.
2011 folgte Rainer Wieland auf das Amt des Präsidenten. Auf dem 58. Bundeskongress der Europa-Union wurde 2012 in Düsseldorf das neue Grundsatzprogramm unter dem Titel „Unser Ziel ist der Europäische Bundesstaat“, beschlossen. Die Europawahl 2014 begleitete die EUD mit einer bundesweiten Kampagne „Europa mitbeSTIMMEN“, um Bürger zur Teilnahme an der Wahl zu animieren. Weitere breit angelegte Straßenaktionen folgten. Im Mittelpunkt stehen dabei der direkte Austausch unter Bürgern zu aktuellen europäischen Themen sowie die europapolitische Bildung.
2014 startete das Projekt der Bürgerdialoge unter dem Motto „Wir müssen reden!“, welches die Europa-Union gemeinsam mit Landes-Kreisverbänden, sowie mit verschiedenen Partnern durchführt. Ziel des Konzeptes ist es den öffentlichen Diskurs zu aktuellen europäischen Themen zu befördern und kritisch-konstruktiv zu begleiten. Bürger werden mit Experten und Politikern ins Gespräch gebracht, um die Teilhabe der Menschen am Europäischen Projekt zu unterstützen. Klassische Gesprächsformate wie Podiumsdiskussionen werden mit interaktiven Elementen kombiniert. Dieses partizipative und interaktive Format ermöglicht einen Dialog auf Augenhöhe mit Partnern aus allen Bereichen der Gesellschaft und lässt Raum für Fragen, Meinungsäußerungen und Informationsvermittlung.
Im Sommer 2016 starteten die Europa-Union und die Jungen Europäischen Föderalisten eine gemeinsame Online-Kampagne „Europa braucht Dich jetzt!“. Im Dezember 2016 feierte die Europa-Union ihr 70-jähriges Bestehen am Gründungsort in Syke. Der zentrale Festakt mit rund 200 Gästen fand im Januar 2017 in Berlin statt. Anlässlich des 60. Jubiläums der Römischen Verträge veranstaltete die Union Europäischer Föderalisten, Dachverband der Europa-Union, am 25. März 2017 eine Großdemonstration in Rom, den „March for Europe“, an dem sich auch zahlreiche Mitglieder der EUD und JEF beteiligten. Zeitgleich luden die Europa-Union Deutschland und die JEF gemeinsam mit weiteren pro-europäischen Kräften zu einem Demonstrationszug zum Brandenburger Tor. In Berlin zeigten circa 6000 Menschen Flagge für Europa und die Europäische Union.
Im Mai 2018 gestalteten die EUD und gemeinsam mit den Jungen Europäischen Föderalisten den erstmals stattfindenden „Europatag“ im Rahmen des Katholikentages mit. Unter dem Motto „Suche Frieden… Finde Europa“ wurden auf dem Gelände des Katholikentages und in der Münsteraner Innenstadt ein bunter Strauß an Aktionsständen und Europaspielen mit interaktiven Elementen angeboten. Alle Maßnahmen zielten darauf ab, mit den Menschen über Europa ins Gespräch zu kommen und zu informieren. Mehr als 100 Personen schlossen sich der Aktion an. An zwei Tagen und sechs Einsatzorten gestalteten rund 50 ehrenamtliche Helfer von Europa-Union und JEF das Europaprogramm.
Zur Europawahl 2019 initiierte die EUD gemeinsam mit der JEF die Kampagne #EuropaMachen. Ziele der Kampagne waren zu informieren (Aufmerksamkeit und Verständnis für Vorteile und Dringlichkeit proeuropäischer, föderalistischer Reformen fördern), zu fordern (Zustimmung für ausgewählte Anzahl an politischen, föderalistischen Forderungen erzeugen) und zu mobilisieren (Demokratische, pro-europäische Mobilisierung und Wahlaufruf an alle EU-Bürger, insbesondere junge Menschen und Erstwähler).

### Präsidenten seit 1949
- 1949: Eugen Kogon
- 1954: Paul Leverkuehn MdB a. D. (CDU)
- 1954: Ernst Friedlaender
- 1957: Friedrich Carl von Oppenheim
- 1973: Theo M. Loch
- 1980: Walter Scheel, Bundespräsident a. D. (FDP)
- 1989: Egon Klepsch, Präsident des Europäischen Parlaments a. D. (CDU)
- 1997: Hans-Gert Pöttering, Präsident des Europäischen Parlaments a. D. (CDU)
- 1999: Elmar Brok MdEP (CDU)
- 2006: Peter Altmaier, von 2018 bis 2021 Bundesminister für Wirtschaft und Energie (CDU)
- 2011: Rainer Wieland (CDU)

### Generalsekretäre seit 1946
- 1946: Wilhelm Hermes
- 1948: Erich Roßmann
- 1949: Otto Blessing
- 1952: Hans-Joachim Unger
- 1956: Carl-Heinz Lüders
- 1958: Wolf Werner Graf von Arnim
- 1959: Ernst-Günter Focke
- 1961: Helmut Müller
- 1966: Gerhard Eickhorn
- 1978: Thomas Janssen
- 1980: Gerhard Eickhorn
- 1991: Wolfgang Wessels
- 1994: Hans Peters (geschäftsführender Vizepräsident)
- 1998: Hartmut Marhold
- 2001: Axel Schäfer
- 2003: Bernd Hüttemann
- 2011: Christian Moos[23][24]

## Parlamentarische Arbeit
Seit 2006 widmet sich der Verein verstärkt der parlamentarischen Arbeit und hat Parlamentariergruppen im Europäischen Parlament, im Deutschen Bundestag und auf Landesebene. Die Vorstände der einzelnen Parlamentariergruppen sind überparteilich besetzt.

## Arbeitsgruppen
Seit 2010 gibt es die Arbeitsgruppen „AG Zukunft Europas“ und die funktionell-inhaltliche AG „Europa-Professionell –  die Hauptstadtgruppe der Europa-Union Deutschland“. Die erste AG setzt die Arbeit der „AG Verfassung“ fort.

## Präsidium

### Mitglieder (seit 2023)
| Präsident                                                     | Rainer Wieland |
| Vizepräsidenten                                               | Gabriele Bischoff, MdEP Claudia Conen Chantal Kopf |
| Schatzmeister                                                 | Joachim Wuermeling, Staatssekretär a. D. |
| Vorsitzender des Bundesausschusses                            | Katharina Wolf |
| Vorsitzender der Jungen Europäischen Föderalisten Deutschland | Clara Föller |
| Vizepräsidenten der Union Europäischer Föderalisten           | Markus Ferber MdEP |
| Generalsekretär                                               | Christian Moos |
| weitere Präsidiumsmitglieder                                  | Harm Adam, Christian Beck, Linda Bottin, Anna Echterhoff, Ingo Espenschied, Thorsten Frank, Bernhard Freisler Evelyne Gebhardt, Enrico Kreft, Andreas May, Niklas Nienaß MdEP, Malte Steuber, Gabriele Tetzner, Birgit Wille, Natascha Zeitel-Bank (Tochter von Gerhard Zeitel und Schwester von Ulrich Zeitel), Florian Ziegenbalg. |
| Ehrenpräsidenten                                              | Peter Altmaier, MdB ehemaliger Bundesminister für Wirtschaft und Energie Elmar Brok, MdEP a. D. † Egon Klepsch, Präsident a. D. des Europäischen Parlaments † Walter Scheel, Bundespräsident a. D. |
| Ehrenmitglieder des Präsidiums                                | Thomas Mann, Dietrich von Kyaw, † Arno Krause, † Horst Seefeld, † Hans-Joachim Seeler, † Ernst Johannsson |

## Landes- und Auslandsverbände
Die Europa-Union Deutschland besitzt Landesverbände in allen 16 deutschen Bundesländern. Die Landesverbände sind über Mitgliedschaften mit den Landesorganisationen der Europäischen Bewegung verbunden. Als Gliederungsverbände der Europa-Union Deutschland sind sie der Europäischen Bewegung ebenfalls verbunden.
Die Europa-Union hat zudem drei Auslandsverbände in Brüssel, Luxemburg und Dublin.
Vorsitzende in Brüssel ist Ilka Wölfle, Direktorin Deutsche Sozialversicherung Europavertretung. Dem Vorstand gehören EU-Kommissionsbeamte, Mitarbeiter des Europäischen Parlaments, der Informationsbüros der deutschen Länder, Vertreter verschiedener Unternehmensrepräsentanzen und Thinktanks an. Die Hauptarbeit der Gruppe besteht in Veranstaltungen und in der Netzwerkarbeit. Weniger stark ausgeprägt ist die politische Positionierung, wobei eine proeuropäische Vernetzung im Sinne des Softlobbying der deutschen Gemeinschaft in Brüssel vorgesehen ist.
Der zweite Auslandsverband der EUD, die Europa-Union Luxemburg (EUL), wurde im Juni 2017 gegründet und besteht als unabhängiger luxemburgischer eingetragener Verein ("Europa-Union Luxemburg a.s.b.l." oder kurz "EUL"). Vorsitzender ist Stefan Kohler und Vereinssitz ist in der europäischen Hauptstadt Luxemburg. Ausgehend von zehn Gründungsmitgliedern ist der Verband auf über 100 Mitglieder gewachsen und veranstaltet regelmäßig Veranstaltungen im ganzen Großherzogtum. Die EUL ist überparteilich – fünf von sechs luxemburgischen Europaabgeordneten aus vier Parteien sind in der Legislaturperiode 2019–2024 und seit 2024 Vereinsmitglieder. Aktuell (Juli 2025) besteht dies EUL-Parlamentariergruppe im Europäischen Parlament aus: Marc Angel (LSAP/S&D), Charles Goerens (DP/Renew), Martine Kemp (CSV/EVP), Tilly Metz (déi gréng/EFA) und Isabel Wiseler-Lima (CSV/EVP). Der erste Schirmherr des Vereins (bis September 2020), der ehemalige deutsche Botschafter im Großherzogtum, Dr. Heinrich Kreft, ist Ehrenmitglied des Vereins.
Der dritte Auslandsverband der EUD in Dublin wurde 2018 gegründet. Vorsitzender war Ralf Lissek. Seit 2024 ist der Auslandsverband Dublin nicht mehr aktiv.

## ZDF-Fernsehrat
Die EUD entsendet einen Vertreter in den ZDF-Fernsehrat. Seit 2016 ist dies Claudia Conen. Conen ist EUD-Vizepräsidentin und Hauptgeschäftsführerin des Bundesverbands Deutscher Leasing-Unternehmen. Zuvor saß Rainer Wieland im Fernsehrat.